# Волшебные колокольчики
«Волшебные колокольчики» — советский кукольный мультипликационный фильм по мотивам сказки Софьи Прокофьевой «Девочка по имени Глазастик», продолжение мультфильма «Ученик волшебника».

## Сюжет
Добрая сказка о жителях волшебного города, которые были беззастенчиво ограблены злодеем Мираклюсом. Он украл у них улыбки — лукавые, шаловливые, нежные, ласковые — и переплавил их в золотые бубенцы и колокольчики! Подземелье Мираклюса наполнил негромкий ясный звон, свежий и прозрачный, как лесной ключ. Он наслаждался этой музыкой, но люди в городе смотрели друг на друга грустными глазами и думали, что радость ушла от них навсегда. Но однажды в этот город приехала веселая компания — добрый волшебник, девочка Катя, мальчик Вася и оживший рисованный кот — и помогла жителям вернуть их улыбки.

## Над фильмом работали
- Автор сценария: Софья Прокофьева
- Режиссёр: Алексей Соловьёв
- Художник-постановщик: Марина Зотова
- Оператор: Евгений Туревич
- Композитор: Александр Журбин
- Текст песни: С. Голубева
- Звукооператор: Виталий Азаровский
- Художники: Андрей Пучнин, Е. Терлеева, А. Лярский
- Художники-мультипликаторы: Ольга Дегтярёва, Владимир Кадухин
- Куклы изготовили: Александра Мулюкина, Виктор Слетков, Любовь Доронина, Нина Пантелеева, Анатолий Гнединский, Геннадий Богачёв, Елена Покровская, Надежда Лярская, Валерий Петров, Галина Круглова, Анатолий Кузнецов, А. Дегтярёв
- Монтажёр: Людмила Коптева
- Редактор: Т. Бородина
- Директор: О. Забелина

## Роли озвучивали
- Ирина Акулова — девочка с золотыми волосами
- Сергей Юрский — алхимик Мираклюс
- Валентин Гафт — Король
- Вячеслав Невинный — стражник
- Геннадий Бортников — Волшебник Алёша / стражник
- Ирина Потоцкая — Вася Вертушинкин
- Галина Иванова — Катя